# 박권상
박권상(朴權相, 1929년 10월 25일 ~ 2014년 2월 4일)은 대한민국의 언론인이다. 제12·13대 KBS 사장을 역임하였다.

## 학력
- 전주북중학교
- 1945년 ~ 1948년 : 전주고등학교
- 1948년 ~ 1952년 : 서울대학교 영어영문학과 (1948학번)

## 악력
전라북도 부안군에서 태어났으며 전주고등학교와 서울대학교 영어영문학과를 졸업하고, 1952년 합동통신 기자로 언론계에 발을 들였다. 이 후 세계통신 정치부장(1957년), 한국일보 논설위원(1960년), 동아일보 논설위원(1962년)을 거쳐 1971년부터 1973년까지 동아일보 편집국장으로 취임했다.
1980년에 제5공화국이 단행한 언론통폐합으로 인해 강제해직되었고, 이 후 해외에서 연구원 생활을 하다가 1989년에 주간지 《시사저널》의 주필로 언론에 복귀했다. 1998년 국민의 정부 출범 이후 한국방송공사 사장으로 취임했다가 2003년에 임기를 1년 앞두고 퇴직했다.
1988년에 제6공화국이 그에게 KBS 이사직을 권유했으나 이를 사양하고 신생언론 《시사저널》의 주필에 취임한 것이나, KBS 사장 시절에 보수세력의 반발에도 불구하고 제1공화국, 제3공화국, 제4공화국, 제5공화국을 비판하는 역사관련 프로그램을 방송하도록 한 것 때문에 강직한 언론인의 전형으로 불리는 사람이다.
한국언론재단과 위암 장지연 선생 기념사업회 회장을 역임했으며,  오랜 투병으로 2014년 2월 4일 오전, 별세했다. 향년 86세. 부인은 최규엽이다.